# Even Hovland
Even Hovland (Vadheim, 1989. február 14. –) norvég válogatott labdarúgó, a svéd Brommapojkarna hátvédje.

## Pályafutása

### Korai évek
Fiatalkorában Hovland a helyi csapatban játszott, a Vadheim IL fiataljai között, amíg el nem szerződött a Sogndalhoz. 
Az első meccsen eltörte a lábát, és azután már nem  tudta magát bevetetni  a csapatba, így az első szezonjában csak 1 meccsen játszott.

### Molde
Hovland saját maga bevallása szerint magasabb szintre lépett amikor a Molde csapatához igazolt 2012-ben.
A 2012-13-as szezon egyik Bajnokok-ligája selejtező mérkőzésén súlyos térdsérülést szenvedett a Basel ellen, a szezon többi meccsén nem is nagyon tudott játszani emiatt.

### Ajánlatok
2009-ben a Manchester United is érdeklődött érte, de végül a szerződtetéséből nem lett semmi.
2014. június 14-én a Molde bejelentette, hogy Hovland három évre aláírt az 1. FC Nürnberg csapatához.

### Brommapojkarna
2025 februárjában a Brommapojkarna csapatába igazolt.

### Válogatott
A felnőtt válogatottbeli debütálása a Thaiföld elleni barátságos mérkőzésen történt. Norvégia a 84. percben szerezte meg a győztes gólt Bangkok-ban. Reginiussen volt eredményes, Hovland végigjátszotta a meccset. Gólt a válogatottban eddig még nem sikerült szereznie. Emlékezetes eset amikor a 2016-os Európa-bajnoki pótselejtező második meccsén, amin Magyarország 2-1-re nyert, és részvételt szerzett a 2016-os labdarúgó-Európa-bajnokságra, Böde Dániel teljes erőből a földhöz vágta Hovlandot.